# Valantia hispida
Valantia hispida – вид рослин родини Маренові (Rubiaceae).

## Опис
Як правило, сильно гілляста трав'яниста рослина із стеблами, які досягають до 25 см у висоту, висхідні або стеляться, голі знизу і більш-менш щільно колючі в суцвітті. Листки 1–13 х 0.8–6 мм у вузлах по чотири, еліптичні, ланцетні або оберненояйцевиді. Квіти жовто-зелені, іноді з відтінком фіолетових пелюсток. Плоди, як правило 2 напівплодики 1.1–1.3 мм, ниркоподібні або напівсферичні, бородавчасті. Цвіте з березня по травень.

## Поширення
Європа: Греція; Італія; Франція - Корсика; Іспанія. Населяє піщані ґрунти.